# Howard L. Morgan
Howard Lee Morgan (Nueva York, 14 de noviembre de 1945) es un capitalista de riesgo, filántropo, inversor ángel, autor estadounidense y colaborador de  Business Insider. También se desempeña como presidente, CEO, director, miembro de la junta  o asesor de una variedad de empresas, incluido B Cap Group, Arca Group, Idealab y Math for America. Ha sido incluido en la lista de Forbes Lista de ejecutivos y directores de 2009, ocupó el puesto número 12 en la lista de los 30 capitalistas de riesgo más respetados de CouldAve en 2011 y n.° 1 en Filadelfia.

## Primeros años
Howard Morgan asistió al City College de la Universidad de la Ciudad de Nueva York en 1965, donde obtuvo una Licenciatura en Ciencias en física. Luego recibió un Ph.D. en investigación de operaciones de la Universidad de Cornell en 1968. Morgan también recibió un honorario Maestría en Artes en 1974 de la Universidad de Pensilvania.

## Carrera

### Carrera académica (1968–1985)
Después de obtener su Ph.D. de la Universidad de Cornell, a Morgan se le otorgó un puesto de profesor en su Departamento de Ciencias de la Computación en septiembre de 1968. Continuó trabajando como profesor de Ciencias de la Decisión en la Escuela Wharton de la Universidad de Pensilvania y también como profesor de Ciencias de la Computación en el Moore School en la Universidad de Pensilvania. Durante su carrera académica, Morgan también se desempeñó como editor de Comunicaciones de la ACM, Ciencias de la administración, Transacciones en sistemas de información de oficina y Transacciones en sistemas de bases de datos. Su investigación sobre la tecnología de la interfaz de usuario y la optimización de las redes informáticas lo llevó a traer ARPAnet a Filadelfia en 1974. Como resultado de esta participación temprana en Internet, asesoró a muchas agencias corporativas y gubernamentales sobre los usos de correo electrónico y de voz, implementándolo en toda la Escuela Wharton a mediados de la década de 1970. Morgan continuó trabajando como profesor desde 1972 hasta 1985.

### Emprendimiento
La decisión de Howard Morgan de pasar del capital de clase al corporativo se basó en las expansiones tecnológicas de la década de 1980. El sector privado de la época vio a pequeñas empresas emergentes como Microsoft hacer miles de millones y el potencial para otras revoluciones en la industria era igual de posible.
En 1982 fue uno de los miembros originales del equipo en Renaissance Technologies Corp., fundada por James Simons. Y de 1983 a 1989 se desempeñó como presidente donde supervisó las inversiones de capital de riesgo en empresas de alta tecnología. También fue miembro fundador de la junta y asesor técnico de Franklin Electronic Publishers, uno de los primeros fabricantes de computadoras personales, antes de su venta. Ha sido un consultor activo y orador para usuarios y proveedores en el área de sistemas de información durante más de 30 años, y ha trabajado con muchas de las compañías Fortune 100 y numerosas agencias gubernamentales.

### Autoría
Después de trabajar con la Association for Computing Machinery, fue publicado continuamente en varias de sus publicaciones desde mediados de la década de 1970 hasta principios de la de 1980. El aviso de su trabajo en las primeras etapas de Internet llevó a Morgan a comenzar a escribir varios de sus propios libros sobre el tema. Desde principios de la década de 1970 hasta el presente, ha publicado muchos libros que van desde informática, inversión empresarial y marketing:
- Morgan, Howard (1975). ASAP to REL: Bases de datos relacionales eficientes a partir de archivos muy grandes. Centro de Información Técnica de Defensa.
- Morgan, Howard (1976). WAND Demonstration. Centro de Información Técnica de Defensa.
- Morgan, Howard (1982). MDM: incorporación de la dimensión temporal en los sistemas de información. University of Pennsylvania.
- Morgan, Howard (1982). 1982 National Computer Conference. AFIPS Press. ISBN 0-88283-035-X.
- Lodish, Leonard; Morgan, Howard (2001). Marketing empresarial: Lecciones del curso pionero de MBA de Wharton. John Wiley & Sons.
- Lodish, Leonard; Morgan, Howard (2009). Marketing que funciona: cómo el marketing empresarial puede agregar valor sostenible a empresas de cualquier tamaño. Wharton School Publicación. ISBN 978-0-13-702133-8. (requiere registro).

### Capital de riesgo
Desde 1989, ha sido presidente de Arca Group, Inc., una empresa de consultoría y gestión de inversiones de capital de riesgo especializada en el área de tecnologías informáticas y de comunicaciones. Arca Group fomenta empresas y las ha llevado desde la etapa inicial hasta las ofertas públicas iniciales, incluida MetaCreations Corporation (ahora Viewpoint Corporation), una empresa de software de gráficos por computadora, Infonautics Corporation (ahora Tucows), que proporciona productos y servicios de búsqueda en Internet y MyPoints.com, Inc. (ahora parte de United AirLines New ventures), el líder proveedor de correo electrónico directo.
Ha estado involucrado en más de tres docenas de nuevas empresas y fue un inversionista principal en la formación de Bill Gross Idealab, una incubadora basada en Pasadena. para empresas de internet. Idealab también fundó Marcas de Internet, que opera muchos sitios web de medios y comercio electrónico. Howard Morgan se desempeñó como miembro de la junta directiva de Internet Brands hasta que Hellman & Friedman adquirió la compañía de medios en diciembre de 2010 por $640 millones.
En 2004, Morgan se asoció con Josh Kopelman para formar la firma de capital de riesgo, First Round Capital, y luego agregó a Chris Fralic y Rob Hayes como socios. El grupo se especializó en proporcionar fondos de etapa inicial a empresas de tecnología. Se informa que la empresa con sede en Filadelfia proporciona etapa inicial inversiones que han oscilado entre $250 000 y $500 000. Además, la empresa ha respaldado a empresas como Uber, Roblox, Upstart, Planet.com, Climate Corp, Augury Technologies, Outright, LinkedIn, SkillSlate y varios cientos de otras empresas. También es inversor y asesor de más de una docena de diversos fondos de riesgo, incluidos 645 Ventures, Moxxie Ventures y otros.
En 2017, después de retirarse de First Round Capital, Morgan se unió a B Cap Group como presidente, donde supervisa las inversiones, la estrategia de productos, las asociaciones y los esfuerzos de desarrollo de la empresa. En 2022, B Capital recaudó $250 millones para formar el Fondo Ascent para invertir en nuevas empresas en etapa inicial.
Morgan ocupó el puesto número 12 en la lista de los 30 capitalistas de riesgo más respetados de 2011.

### Filantropía
Después de recibir el premio Empresario del Año en 1997, Howard Morgan y su esposa Eleanor decidieron establecer la Fundación Eleanor y Howard Morgan. Desde entonces, su fundación ha hecho muchas contribuciones a una gran cantidad de otras organizaciones benéficas, incluidas, entre otras, la Chabad on Campus International Foundation, Math for America, Cold Spring Harbor Laboratory, la estación de radio pública WNYC y muchos más a lo largo de los años. También ayudaron a financiar el programa de televisión de 90 minutos en 2002 titulado 'Nueva York en la canción' que presentaba grandes canciones y canciones oscuras sobre Nueva York para recaudar fondos para proporcionar becas universitarias a los hijos de las víctimas del 9 /11 ataques terroristas. En 2022, Morgan otorgó fondos a la Universidad de Cornell para dos cátedras Eleanor y Howard Morgan. En 2022, Morgan fue nombrado presidente de la  Fundación Mabel Mercer.

## Familia
Howard Morgan está casado con Eleanor Morgan, diseñadora de interiores en Villanova y Nueva York. Tienen tres hijas, Kimberly, Elizabeth y Danielle.